# Клемет, Оливер
Оливер Клемет (нем. Oliver Klemet; род. 18 марта 2002, Бад-Хомбург, Гессен) — немецкий пловец, двукратный чемпион мира 2022 и 2025 годов. Специализируется в плавании на открытой воде.

## Биография
Оливер Клемет родился 18 марта 2002 года в Германии. Выступает за плавательный клуб SG Frankfurt.
На чемпионате мира 2022 года в Будапеште в рамках соревнований на открытой воде Клемет в составе немецкой команды стал чемпионом мира в эстафете 4х1,5 км. 
На чемпионате планеты 2023 года в японской Фукуоке он завоевал бронзовую медаль на отдельной дистанции в 10 на открытой воде. По результатам соревнований Оливер квалифицировался на летние Олимпийские игры 2024 года. 
В Сингапуре на чемпионате мира 2025 года в составе командной эстафеты стал чемпионом мира. 